# امی گریت
امی گریت (انگلیسی: Emmy the Great؛ زادهٔ ۱۹۸۴ (۴۰–۴۱ سال)) یک موسیقی‌دان است. وی از سال ۲۰۰۵ میلادی تاکنون مشغول فعالیت بوده‌است.